# Цельсий, Улоф
Улоф Цельсий (швед. Olof Celsius, 19 июля 1670 — 24 июня 1756) — шведский ботаник, профессор восточных языков и истории, востоковед и теолог. Известен также как Улоф Цельсий старший (Улоф Цельсий младший — его сын).

## Биография
Улоф Цельсий родился 19 июля 1670 года.
Он был профессором Уппсальского университета: с 1715 года — профессором востоковедения, c 1727 года — профессором теологии.
Улоф Цельсий — один из учителей и покровителей выдающегося шведского учёного Карла Линнея (1707—1778). Вскоре после того, как они познакомились в 1729 году, Линней поселился в доме Цельсия и получил доступ к его обширной библиотеке. Позже, уже после того, как Линней окончил университет, они вели переписку, в том числе тот период, когда Линней работал в Голландии.
Занимался сведением воедино сведений о растениях, упомянутых в Библии; ему принадлежит одна из первых работ, посвящённых данному предмету, Hierobotanicon, sive, De plantis sacrae Scripturae dissertationes breves, которая была издана в двух частях в Уппсале в 1745—1747 годах.
Улоф Цельсий умер 24 июня 1756 года.
Улоф Цельсий — родной дядя Андерса Цельсия (1701—1744), астронома, геолога и метеоролога (в честь которого назван градус Цельсия).
Сын Улофа Цельсия, Улоф Цельсий младший (1716—1794), был церковным и политическим деятелем, занимал должность профессора истории в Уппсальском университете.

## Научная деятельность
Улоф Цельсий специализировался на семенных растениях.

## Научные работы
- Dissertatio philosophica de natura avium, etc. Uppsala, 1690.
- Historia linguæ et eruditionis Arabum. Uppsala, 1694.
- De runis helsingicis… Rom, 1698.
- Runae medelpadicae ab importuna crisi breviter vindicatae. Uppsala, 1726.
- Monumenta runica, in quibus mentio habetur Hierosolymae, ad Christianos sunt referenda. 1733.
- Olof Cesius upgifwer tilökning på några örter, fundna u Upland, sedan Catalogus Plantarum Uplandicarum utgafs år 1732. Uppsala, 1740.
- Hierobotanicon, sive, De plantis sacrae Scripturae dissertationes breves. Uppsala, 1745—1747.

## Почести
Карл Линней назвал в его честь род растений Celsia семейства Норичниковые.